# Càlig
Càlig – gmina w Hiszpanii, w prowincji Castellón, we wspólnocie autonomicznej Walencja, o powierzchni 27,5 km². W 2011 roku liczyła 2231 mieszkańców.